# Aviadvigatel PS-90
El motor Aviadvigatel PS-90 (del ruso: Авиадвигатель ПС-90) es un motor de reacción tipo turbofán de alto índice de derivación para uso civil y militar. Es un motor de dos ejes, equipado con reversa de cascada y reductor de ruido de tipo perímetro ondulado en la tobera de flujo primario.Es fabricado por la compañía rusa de motores de aviones Aviadvigatel (Actualmente:Perm Motors), que es la sucesora de la Oficina de Diseño Soviética de Soloviev. "PS" son las iniciales de Pavel Soloviev (en ruso: Павел Алеќсандрович Соловьёв).

## Características

### Geométricas
- Tipo: turbofan de alta relación de derivación
- Longitud: 4.964 m
- Diámetro: 1.90 m
- Peso: 2950 kg

### Elementos del motor
- Compresor: fan y dos etapas de baja presión, 13 etapas de alta presión
- Cámara de combustión: anillo-tubular con 12 inyectores
- Turbina: axial

### Funcionales
- Relación de derivación: 4.7
- Empuje: 157 kN en despegue
- Relación de compresión: 35.5
- Temperatura de salida de turbina: 580 en despegue
- Consumo específico: 0.595 kg/kgf/hora a Ma=0.8 y 11000 m
- Gasto de aire: 504 kg/s

## Desarrollo y funcionamiento
El motor fue desarrollado en los años 90 por la compañía "Progress" dirigida por  Pável Aleksandrovich Soloviev (en ruso: Па́вел Алекса́ндрович Соловьёв). Más tarde, al crearse Aviadvigatel se le mantuvo lo designación al motor. El motor fue certificado por la OACI el año 1992 y a causa de ello muchos aviones como las series Tu-204 y Tu-214 de Tupolev han sido certificadas para salir de Rusia cumpliendo los requisitos de ruido y contaminación.
El motor está equipado con una fan de alta tecnología con un menor número de palas respecto modelos anteriores que reducen el ruido y las vibraciones. Las palas incorporan tanto en el extradós como en el intradós elementos estabilizantes del flujo. El carenado del fan está hecho de forma que reduzca también el ruido del motor con plásticos orgánicos que aseguran la integridad del motor en caso de rotura de uno de los álabes.
El compresor es axial y consta de dos partes. Parte de baja presión con dos etapas y la parte movida por la turbina de alta presión de 13 etapas. El motr tiene sangrado de aire en las etapas 6 y 7 para refrigeración de turbina, sistema de deshielo, presurización y aire acondicionado de cabina y control de flujo a través del motor. Las primeras dos etapas del compresor tienen álabes de paso variable para controlar posibles entradas en pérdida en dichos álabes.
La cámara de combustión es de anillo-tubular con colector de gas anular con 12 inyectores de combustible. El combustible se distribuye hasta los inyectores a través de 24 tubos de suministro. El diseño tubular permite una gran simplicidad en la reparación y el montaje mientras qu el colector anular asegura una gran uniformidad en el flujo de salida de la sección de cámaras de combustión.
La turbina de alta presión está refrigerada con el aire sangrado del compresor.
El motor incorpora a la salida de la tobera del flujo primario un supresor de ruido de tipo perímetro ondulado. El supresor elimina gran parte del ruido de la sección de turbinas y favorece la mezcla con el aire proveniente del flujo secundario en la sección de mezcla. El hecho de mezclar los gases de escape comporta una mayor homogeneidad de los gases de salida del motor tanto en temperatura como en velocidad. La tobera está construida con materiales que favorecen la absorción de ruido haciendo el motor más silencioso.
El sistema de reversa es de tipo cascada actuado hidráulicamente. Consta de una cubierta exterior deslizante que se mueve hacia atrás cuando la reversa está activada dejando a la vista el enrejado de redirección de flujo. Consta también de la cubierta interior que cierra el paso al flujo secundario del motor y lo redirige a través del enrejado hacia delante en la dirección de avance del avión. La reversa, como en la mayoría de motores no se puede usar con el avión parado a fin de evitar posibles entradas en pérdida del compresor que podrían derivar en serior problemas mecánicos.
El sistema de lubricación del motor tiene las bombas de recuperación situadas en la parte posterior del motor en la cavidad del eje, desde este punto se bombea el aceite a los rodamientos de los dos ejes de baja y alta presión y a todo el conjunto de la caja de accesorios.
El motor está controlado prácticamente todo electrónicamente de forma que adapta en cada momento del ciclo de funcionamiento la posición de los álabes de geometría variable, la inyección de combustible, el sangrado de aire del compresor del motor, la temperatura de salida de cámaras de combustión,... El hecho de tener un sistema de tales características equipara este modelo de motor con la mayoría de motores occidentales actuales.

## Versiones

### PS-90A
El motor PS-90A es la variante inicial y es equipo estándar para Ilyushin Il-96-300, Tupolev-204-100 y Tupolev-214. Por primera vez, permitió a los aviones rusos lograr un rendimiento y una economía similares a sus contrapartes occidentales. El PS-90A tiene una potencia nominal de 16000 kgf (157 kN, 35,300 lbf) de empuje, un 13,3% menos que el motor Rolls-Royce RB211-535E4 original (que también se ofrece en el Tu-204), y el consumo de combustible es del 8,2% menos que eso.

### PS-90A1
Equipa aviones como el Ilyushin IL-96-400T. Tiene un empuje aumentado hasta 170 kN con una cámara de combustión rediseñada que reduce las emisiones. Incorpora la segunda generación de sistemas de absorción de ruido que hacen de esta variante un motor más siencioso respecto a sus antecesores. Fue certificado el año 2007.

### PS-90A2
Equipa los nuevos modelos de los aviones Tupolev Tu-204, Tupolev Tu-214, Ilyushin Il-76TD y Ilyushin Il-96-300. El motor está al nivel de los estándares occidentales y respecto a las primeras versiones ha reducido casi a la mitad los costes de mantenimiento.

### PS-90A-76
Es una variante específica para el Ilyushin Il-76MF con un empuje modificado de 142 kN. Fue certificado el año 2003 y cumple con las normativas de los estándares occidentales.